# 한국원자력협력재단
한국원자력협력재단(韓國原子力協力財團, Korea Nuclear International Cooperation Foundation, KONICOF)은 원자력 분야에서의 대한민국의 협력강화, 원자력 인력의 체계적인 양성 및 교육지원, 원자력 해외시장 진출기반 구축, 세계 원자력 선진국으로의 국제적 위상확립, 국제적 우호협력관계 및 교류 증진을 목적으로 설립된 재단법인이다. 대전광역시 유성구 대덕대로 989번길 111에 위치한다.

## 주요 업무
1. 원자력 국제협력 기반조성 및 지원을 위해 필요한 조사 사업
2. 정보 수집·분석 및 대한민국 내 유관기관에 대한 정보제공 활동
3. 개도국에 대한 기술공여, 연수생의 대한민국 내 교육훈련 및 인력교류 협력사업
4. 기술전시회 참가 및 개최 등 대한민국 원자력기술 개발 성과의 대외 홍보 활동
5. 국제회의, 워크샵, 세미나, 훈련과정 등 국제협력 행사의 주최 및 지원사업
6. 원자력관련 국제법, 계약법, 기술 소유권 등에 관한 정보의 제공 또는 업무 대행
7. 원자력 국제협력에 정책 수립 등을 위한 조사·연구
8. 정부 및 민간이 위탁하는 사업
9. 국제협력증진 및 대한민국 원자력 저변확대를 위한 기부·모금사업